# Fun House (album des Stooges)
Pour les articles homonymes, voir Funhouse.
Albums de The Stooges
The Stooges
(1969) Raw Power
(1973)
Fun House est le deuxième album des Stooges, produit par Don Gallucci (ancien claviériste des Kingsmen), et publié pour la première fois le 18 août 1970.
Cet album, aujourd'hui considéré comme un classique, a été une influence majeure pour le rock des années 1970 et en particulier un des précurseurs du punk rock, au même titre que l'album suivant des Stooges, Raw Power. Jack White, Henry Rollins, Nick Cave, Steve Albini, Philippe Manœuvre et d'autres personnalités influentes dans le domaine de la musique rock considèrent Fun House comme le meilleur album de rock de tous les temps.[réf. nécessaire]
Le nom de l'album provient du nom de la maison où vivaient les membres des Stooges.

## Parution et rééditions
Fun House est publié le 18 août 1970 aux États-Unis. Un single en a été extrait : Down on the Street (avec une mélodie jouée à l'orgue, dans le style des Doors, ajoutée en overdub).
En 1999 est sorti le coffret 1970: The Complete Fun House Sessions (en), comprenant l'intégralité des sessions d'enregistrement et les versions single de deux morceaux.
La réédition de 2005 en deux CD contient en plus de l'album original une sélection des prises alternatives figurant dans le coffret de 1999, et également les deux versions single.

## Accueil critique
À sa sortie l'album suscite des critiques plutôt divisées. Lester Bangs, rédacteur du magazine Creem est impressionné : « C'est plus déjanté et plus cru que d'habitude mais chaque morceau possède un sens de l'intuitif qui offre à ce disque un caractère immédiat, urgent, dont manquent énormément de groupes. Au-delà de la frénésie, dès que vous cherchez à détailler les lignes mélodiques et les accords souvent presque noyés dans ce torrent furieux, vous pouvez remarquer que rien n'est fait à moitié, que rien ne dérape, que rien n'est mal fichu... Fun House est l'un de ces rares albums qui ne se pose jamais assez longtemps pour finir par se pétrifier, pour en rester à ce qu'on avait cru entendre. Pas toujours immédiatement accessible, il exige de prendre le temps de la découverte mais ce sera payé de retour. Car cet album est bien écrit, il offre, non du bruit mais de la musique faite de textures peut-être un peu plus rudes et plus engagées que d'habitude. Obscur à la première écoute, il vous promet la découverte, jour après jour, de paysages sonores dont jamais vous n'auriez rêvé. »
En 2003, l'album est 191e du classement des 500 meilleurs albums de tous les temps établi par Rolling Stone.

## Liste des titres
Tous les titres ont été écrits par The Stooges.

### Édition originale

#### Face A
1. Down on the Street - 3:43
2. Loose - 3:34
3. T.V. Eye - 4:17
4. Dirt - 7:03

#### Face B
1. 1970 - 5:15
2. Fun House - 7:47
3. L.A. Blues - 4:57

### Réédition 2005 – CD 2
1. T.V. Eye (takes 7 & 8) - 6:01
2. Loose (demo) - 1:16
3. Loose (take 2) - 3:42
4. Loose (take 22) - 3:42
5. Lost in the Future (take 1) - 5:50
6. Down on the Street (take 1) - 2:22
7. Down on the Street (take 8) - 4:10
8. Dirt (take 4) - 7:09
9. Slide (Slidin' the Blues) (take 1) - 4:38
10. 1970 (take 3) - 7:29
11. Fun House (take 2) - 9:30
12. Fun House (take 3) - 11:29
13. Down on the Street (single mix) - 2:43
14. 1970 (single mix) - 3:21

## Fiche technique

### Interprètes
- Iggy Pop : chant
- Dave Alexander : basse
- Ron Asheton : guitare
- Scott Asheton : batterie
- Steve MacKay : saxophone